# La Vega, Michoacán de Ocampo
La Vega är en ort i Mexiko.   Den ligger i kommunen Jungapeo och delstaten Michoacán de Ocampo, i den södra delen av landet, 140 km väster om huvudstaden Mexico City. La Vega ligger 1 315 meter över havet och antalet invånare är 101.
Terrängen runt La Vega är huvudsakligen kuperad, men västerut är den bergig. La Vega ligger nere i en dal. Runt La Vega är det ganska tätbefolkat, med 139 invånare per kvadratkilometer. Närmaste större samhälle är Heróica Zitácuaro, 15,6 km öster om La Vega. I omgivningarna runt La Vega växer huvudsakligen savannskog.